# 重徳和彦
重徳 和彦（正字:重德 和彦、しげとく かずひこ、1970年12月21日 - ）は、日本の政治家、自治・総務官僚。立憲民主党所属の衆議院議員（5期）、立憲民主党政務調査会長（第4代）、直諫の会会長、立憲民主党愛知県連代表。

## 来歴
愛知県豊田市今町生まれ。トヨタ自動車の従業員だった父親の転勤で、3歳から7歳までロサンゼルスで育つ。豊田市立前山小学校、豊田市立豊南中学校卒業。中学時代は野球部に所属。
1986年、愛知県立岡崎高等学校に進学。高校の同級生によれば「高校時代から政治家になりたいと言っていた」という。1989年3月、同校卒業。同年4月、東京大学法学部に入学。高校から大学までラグビー部に所属した。金融機関から内定を得ていたが辞退し、公務員試験を受験するため留年を選択した。1994年同大学卒業後、自治省（現：総務省）に入省。山形県庁へ出向。1996年から2年間、アメリカ合衆国のコロンビア大学国際公共政策大学院に留学。留学を期に、大学時代に知り合った女性と結婚した。
2000年4月、衆議院議員の杉浦正健らとともに議員連盟「道州制を実現する会」を立ち上げた。2003年、総務省消防庁災害対策官に就任。同庁防災課在籍時の課長が務台俊介だった。2004年10月、麻生太郎総務大臣の命により新潟県中越地震に派遣され、ハイパーレスキュー隊の連絡調整を務めた。2005年、広島県庁へ出向。2009年10月、内閣府行政刷新会議事務局へ異動。事業仕分けの実務を担当した。

### 2011年愛知県知事選挙
2010年9月16日、神田真秋愛知県知事が4選不出馬の意向を表明。10月13日、重徳は中日新聞の取材に応じ、自民党愛知県連から知事選への出馬を打診されたことを明らかにした。10月14日、自民党愛知県連は選挙対策委員会を開き、重徳に出馬要請することを決定。会議後、県連会長の鈴木政二は記者会見し、「県内に幅広く友人がいること」「愛知への思いが非常に強いこと」などを選定理由に挙げた。同日、名古屋市長の河村たかしは中日新聞の取材に応じ、自民党衆議院議員の大村秀章の擁立を目指すと述べた。10月15日、総務省に辞職願を提出。10月16日、自民党県連は重徳に正式に出馬を要請。10月18日、任期満了に伴う愛知県知事選挙への出馬を正式表明した。
2011年2月6日投開票の知事選挙に自民党愛知県連の推薦を得て無所属で立候補したが、大村に敗れ、次点で落選した。
同年9月5日、豊田市長の鈴木公平が翌年2月の市長選への不出馬を表明すると、市議会最大会派の自民クラブ議員団や民主党系の市民グループなどでつくる「二十一世紀の豊かなまちをつくる会」は後継選びを開始。自民党は一旦重徳を推すも、民主党が「労組の理解が得られない」と反発。市職員の太田稔彦が相乗り候補として擁立されたことでこの話は流れた。

### 衆議院議員に初当選
2012年8月8日、野田佳彦首相が、自民党が要求した衆議院解散の確約について「近いうちに国民の信を問う」と発言。これにより、消費増税関連法案成立後の遠くない時期に解散総選挙が行われるとの観測が一気に強まった。愛知県では大村秀章知事が8月10日、大阪維新の会との連携を目指して政治団体「中京維新の会」を設立したと発表した（総務省への政治団体登録の届け出は同年6月）。
大村の動きを受け、重徳が最初に相談をしたのは愛知12区の元衆議院議員の杉浦正健であった。同年8月、岡崎市矢作町の喫茶店で杉浦と面会。「先生の意に添わないかもしれないが、どうしても大阪維新の会から出たい」と述べると、杉浦は「道州制の夢を引き継いで実現させると言って、堂々と出馬すればいい」と助言した。8月20日、出身地の愛知11区からではなく、愛知12区から出馬する意向を明らかにした。続いて8月25日、元衆議院議員で旧一色町長の都築譲が、愛知12区から立候補する意向と国民の生活が第一に公認を申請していることを明らかにした。9月8日、大阪維新の会は所属議員を集めた会議で、国政進出を目指すことを正式に決定。9月28日、日本維新の会が結党。重徳は同党に入党。
同年12月16日の総選挙に愛知12区から日本維新の会公認、みんなの党推薦で立候補。選挙区では自民党の青山周平が初当選した。非自民票は主に民主党の中根康浩、日本維新の会の重徳、日本未来の党の都築譲の間で分散される。民主党は比例東海ブロックで4議席を獲得し、次点で敗れた中根は4番目の惜敗率（89.70%）により比例復活で当選した。藤井孝男を比例単独1位、岐阜4区の今井雅人を重複2位、その他の候補者を3位の扱いとした日本維新の会は4議席を獲得。重徳は残り2議席にすべり込み、初当選を果たした。居所を岡崎市上六名町に構える（その後転居）。
2014年7月、日本維新の会の分党に際しては橋下徹大阪市長による新党結成を目指すグループに参加。同年9月、結いの党・日本維新の会の合流により維新の党の結党に参加した。
同年11月21日、衆議院解散。民主党前職の中根康浩は愛知12区での立候補が内定していたが、非自民候補の共倒れを懸念した維新の党は民主党に対し、愛知4区・12区以外に候補者の擁立を予定していた3選挙区から撤退する代わりに、愛知12区の中根の立候補を見送らせるよう働きかけた。民主党はこれに応じ、中根は公示日前日の12月1日、代表の海江田万里と代表代行の岡田克也から比例東海ブロック単独立候補への鞍替えを命じられた。連合愛知は12区について自主投票とし、一部の労組は白票を投じるよう指示した。12月14日、第47回衆議院議員総選挙執行。重徳は青山を約1万3千票差で破り、初めて選挙区で当選し、再選（青山も比例復活）。

### 維新の党を離党
2015年10月22日、村岡敏英、小熊慎司、小沢鋭仁ら3人の維新の党議員と共に離党届を提出。当面無所属で活動していくことを表明した。翌10月23日に開いた政治資金パーティーで「1、2カ月の間に新党を立ち上げ、自民党に対抗できる政党をつくるためにこれから政界再編に取り組んでいく」と述べた。
同年11月18日、重徳を含む離党した議員4名と日本を元気にする会の山田太郎は、政治団体「草莽の会」の結成を総務省に届け出た。12月9日、村岡、小熊、重徳、小沢の4名で衆議院内に会派「改革結集の会」を結成した。12月14日、維新の党離党後無所属で活動していた鈴木義弘が会派に加入。政党助成法上の5人以上の国会議員という政党要件を満たしたため、12月21日、離党組5名で政党「改革結集の会」を設立した。
2016年3月22日、民主党の枝野幸男幹事長と改革結集の会の村岡敏英代表が会談。同党の所属議員5名のうち村岡、小熊、重徳、鈴木の4名は民進党に合流する方針が決まった。3月27日、民進党の結成大会が都内で開かれ、民進党に入党。民進党内では旧改革結集の会出身議員と行動を共にすることがしばしばあり、合流直後に村岡・小熊らと野田グループ入りを検討していることが報じられた。
同年8月20日、民進党の玄葉光一郎選対委員長は、次期衆院選愛知12区の公認候補を重徳とし、中根康浩を次回衆院選に限り比例東海ブロックの単独1位にすると発表した。あわせて重徳は比例に重複立候補しないことも定められた。
2017年7月27日、民進党代表の蓮舫が、同月の東京都議会議員選挙の結果を受けて辞任を表明。同年8月2日、村岡、小熊、重徳の3人は蓮舫の辞任に伴う民進党代表選挙に向けて独自候補擁立を模索する方針を表明した。8月23日、村岡、小熊、重徳、井坂信彦、大西健介の5人は、立候補した前原誠司と枝野幸男のそれぞれの陣営に、民共共闘を断ち切るよう求める声明文を提出した。9月1日、代表選実施。村岡らの申し入れ対し「基本的には同じ思いだ」などと応じた前原が大差で枝野を破り、代表に就任した。重徳は前原に投票した。

### 2017年衆議院議員選挙

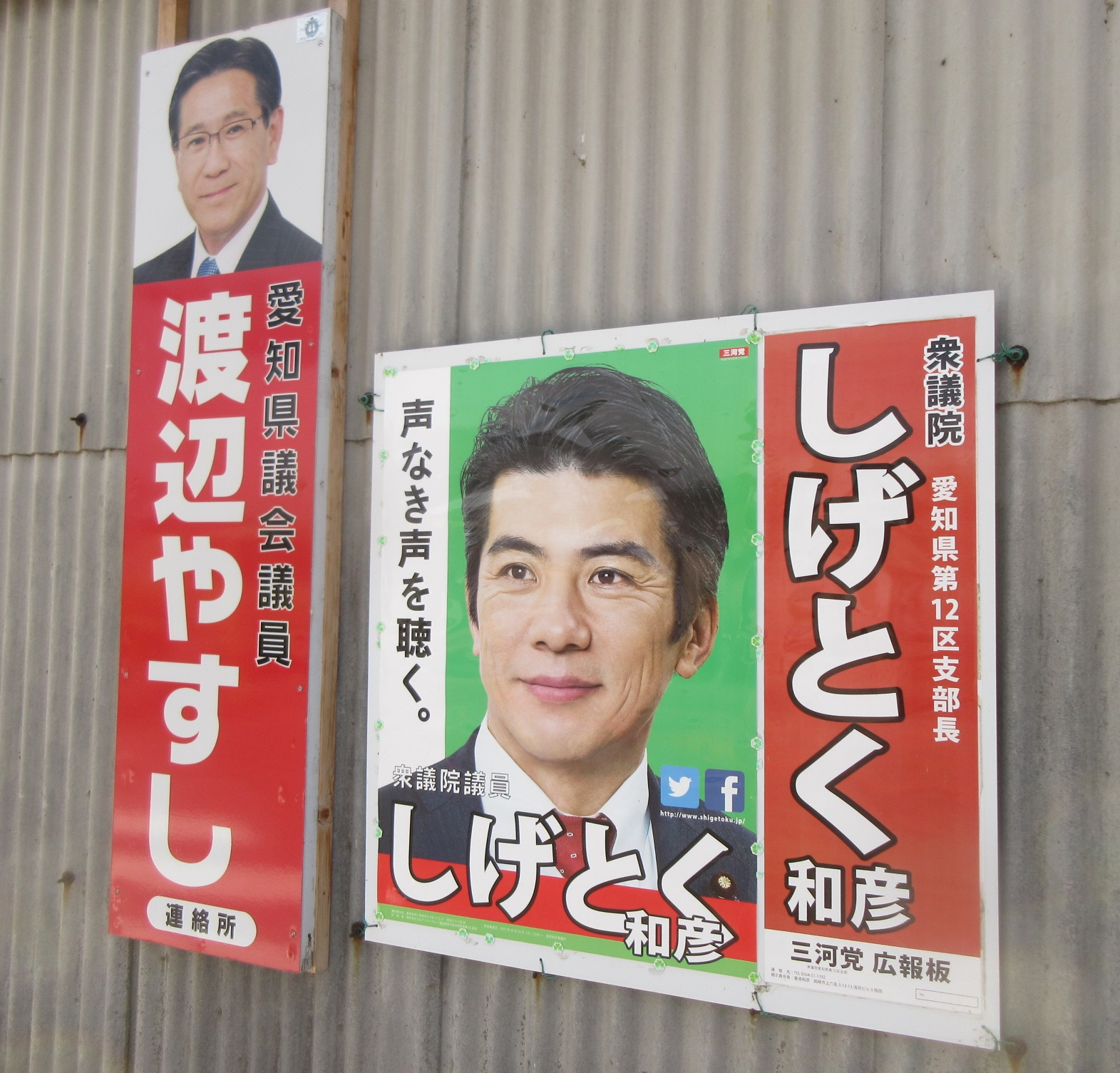
重徳は2015年の愛知県議会議員選挙の西尾市選挙区で元幡豆町長の渡辺靖を全面支援し、渡辺を初当選に導いた。2017年の西尾市長選挙で支援した現職の榊原康正は落選したが、2019年の県議選で渡辺は再選。2023年の県議選で、重徳は渡辺の後継として政策担当秘書の藤原聖を送り込み、藤原は無投票で初当選した。

2017年9月28日、衆議院解散。同日午後、民進党の前原誠司代表は両院議員総会で、希望の党への事実上の合流方針を提案し、了承された。同日、中日新聞社は中部地方の民進党衆議院議員19人に取材。重徳は「自分の思想信条にしっくりくる形だ」と回答し、希望の党からの立候補を望む意向を明らかにした。重徳の選対本部長として迎え入れられた中根康浩は同日夜の選対会議に出席。会議中、中根の携帯電話に民進党幹部から連絡が入り、比例単独1位の取り決めは反故にされた。
同年9月29日夕方、重徳は岡崎市内のホテルで政治資金パーティーを開催。パーティーに出席した前原は、参加者に対し「安倍首相の1強多弱を招いた多くの責任は民進党にある」と述べ、希望の党との合流に理解を求めた。希望の党の小池百合子代表は同日の記者会見で、安保法の容認や憲法改正などを新党への参加条件に打ち出し、従わない者は「排除する」と明言した。小池の政策に理解を示していた重徳はこの頃、「自動的に公認されてもいいぐらい」と考えていたという。
同年10月2日夜、前原は重徳に電話で「公認は出せない。無所属で出てくれ」と告げ態度を一変させた。重徳が理由を問いただすと前原は「『小池百合子代表と青山周平候補との関係がある』と小池さんサイドから言われたので」と答えた。青山に地盤を譲った杉浦正健と小池が旧知の仲であることはよく知られていた。都民ファーストの会が都議選で圧勝した直後の2017年8月、小池は政治団体「百乃会」を設立するが、代表と会計責任者に就いたのは杉浦であった。前原は民進党の常任幹事会において「全員が（希望の党）に行ける」と説明したものの、何事も「忖度」して人選を進める希望の党のやり方に抗う意志はなかった。
同年10月3日午前、枝野幸男らリベラル派の議員は新党「立憲民主党」を結党。同日午後、希望の党は衆院選の第1次公認192人を発表。リストに重徳の名はなかった。同日夜、中日新聞の取材に「2次公認が出るなら受けるが、出ないのであれば無所属で戦う」と答え、立憲民主党に行く考えはないことを明かした。民進党・希望の党幹部らから愛知12区や愛知7区からの出馬を打診されていた中根は、一時愛知7区への転身に食指を動かしたが、10月4日夜、関係者の説得により断念した。10月5日、岡崎市末広町に選挙事務所を開設。
同年10月6日、重徳は愛知県庁で会見し、無所属で出馬する意向を表明。同日、連合愛知は民進党分裂前に重徳に出した推薦を継続することを決定。連合愛知の土肥和則会長は岡崎市内で行われた総決起大会に駆け付けた。10月10日、第48回衆議院議員総選挙公示。希望の党はこの日の午後にようやく順位付きの比例名簿を発表した。中根は比例東海ブロック単独24位に選ばれた（投開票の結果落選）。10月22日の投開票の結果、青山を比例復活すら許さない大差で破り、3選を果たした。
同年10月26日、無所属で当選した岡田克也ら民進党系の議員13人は衆議院の新会派「無所属の会」を結成したが、重徳はこれに加わらなかった。

### 社会保障を立て直す国民会議、立憲民主党参加
2019年1月15日、「無所属の会」の岡田代表ら9人の議員は立憲民主党会派に入会。1月16日、立憲会派合流を見送った野田佳彦は、残る玄葉光一郎、広田一、本村賢太郎の3人、会派に所属していなかった重徳、井出庸生、中島克仁の3人とともに新しい衆院会派「社会保障を立て直す国民会議」を結成したと発表した。
同年10月24日、超党派の衆議院議員12人から成る政策グループ「直諫の会」を設立し、会長に就任した。重徳は名前の由来を「徳川家康の愛読書と言われる『貞観政要』からとった」と説明している。同時に所属していた野田グループを離脱するが、会派内グループとなった社会保障を立て直す国民会議には政調会長として引き続き参加。
同年12月4日、直諫の会会長として国民民主党幹事長の平野博文と会談し、共同会派に属する議員が結集した政党を早期に結成することを求める提言書を渡した。立憲民主党の安住淳と大串博志、社民党の吉川元らにも同様に要請。12月5日夜、都内のホテルに立憲民主党や国民民主党などの若手を中心とする国会議員20人が集まり、野党合流についてそれぞれの執行部に求めていくことが決まった。重徳は取材に対し「一つの政党に早くすべきだという意見でみんな一致している」と述べた。
2020年2月18日、立憲民主党、国民民主党などの共同会派は農林水産部会で、作業部会として「安倍農政検証ワーキングチーム」を設けることを決めた。重徳は座長に就任。
同年9月1日、愛知県庁と岡崎市役所でそれぞれ記者会見を開き、立憲民主党と国民民主党が合流する新党への参加を表明した。合流新党の代表選挙への立候補を目指すが、9月4日に国民民主党の泉健太が出馬表明すると、泉の推薦人に回った。9月15日、新「立憲民主党」に入党した。

### 2021年衆議院議員選挙

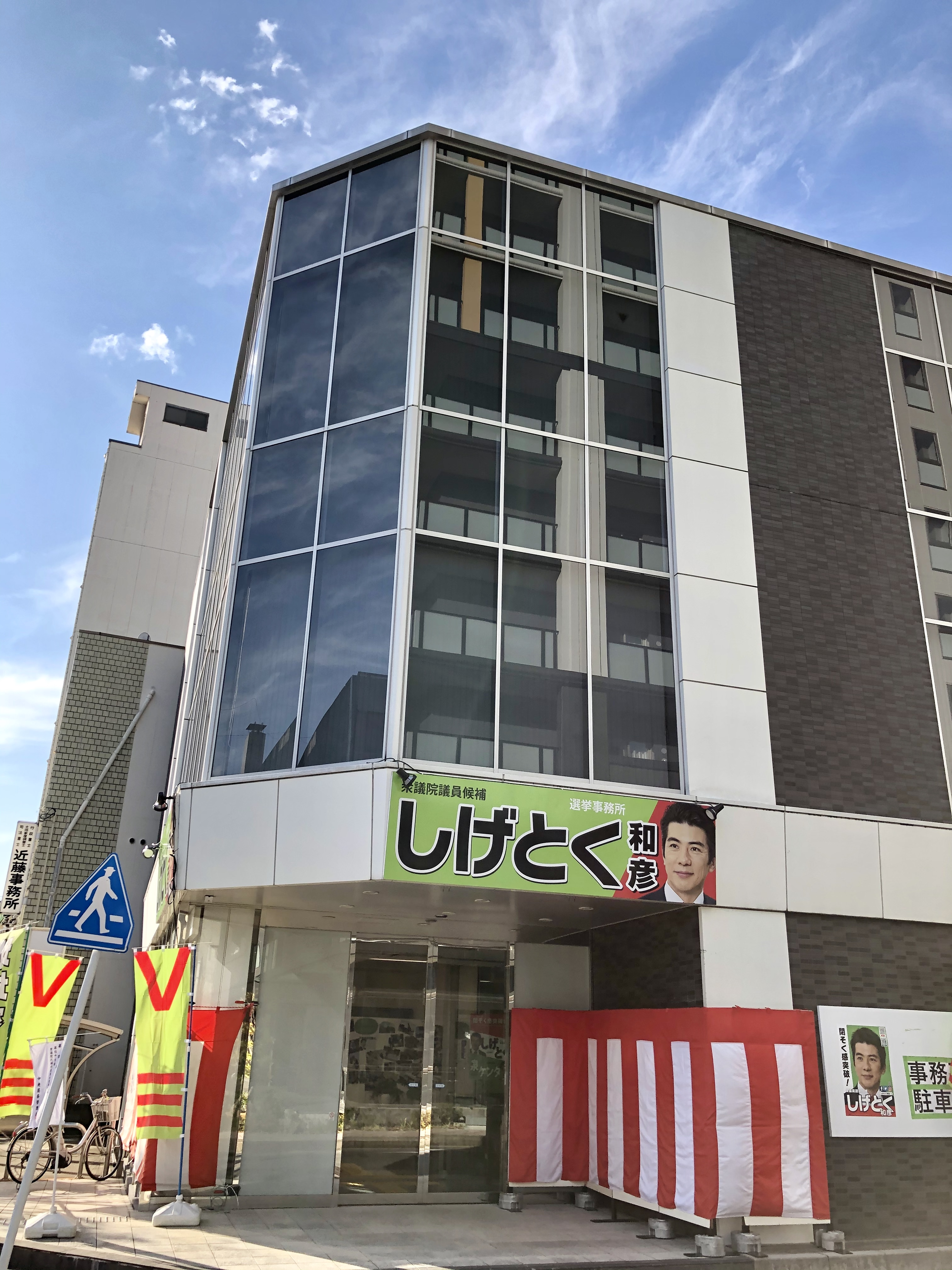
第49回衆院選の選挙事務所（岡崎市康生通西）

2021年9月30日、立憲民主党の枝野幸男代表と日本共産党の志位和夫委員長は会談し、次期衆院選で政権交代が実現した場合に、共産党が「限定的な閣外からの協力」をする方針で一致。両党が野党共闘で合意したとして、共産党西三河地区委員会は愛知12区の候補者擁立を見送った（小選挙区導入以来初めて）。10月4日、岸田文雄首相は第49回衆議院議員総選挙を19日公示、31日投開票の日程で行うと発表。愛知12区は立憲民主党公認の重徳と青山周平の一騎打ちの構図となった。
同年10月13日、共産党は立憲民主党と競合する22の選挙区で候補者を取り下げる方針を決定。候補者一本化を推し進めるが、愛知12区はおよそ共闘と呼べる状況にはなかった。共産党は「自主投票」とした。重徳も同党に応援要請はしなかった。さらに重徳は共産党と接近する立憲民主党の姿勢をも警戒し、選挙公報や選挙ポスターから党名をはずす戦略をとった。10月21日から22日にかけて、党代表の枝野幸男は愛知4区、5区、8区、9区、14区を遊説したが、12区には入らなかった。前年9月の代表選挙で泉健太の推薦人に名を連ねた重徳も、選挙事務所に枝野の「為書き」を貼らなかった。10月27日、中日新聞社は、電話世論調査の結果に取材を加味した愛知県内15選挙区の情勢を発表。12区については「青山と重徳、接戦が続く」と報じた。
同年10月31日、投票締め切りの20時直後にメディアは重徳の当選確実を報道。4選を確実にした重徳は午後8時半ごろ、選挙事務所に姿を現し「序盤は本当に追い込まれて、厳しい選挙だった。西尾は特に苦しかったと言われている」と語った。敗れた青山は比例復活で当選した。立憲民主党は議席を「109」から「96」に減らし、11月2日、代表の枝野は引責辞任を表明した。枝野の辞任に伴う代表選挙は11月19日に告示。党内各グループの動向が注目される中、重徳が会長を務める直諫の会は11人のメンバーのうち、6人が小川淳也の推薦人に、2人が泉健太の推薦人に名を連ねた。また、緑川貴士が泉を支持する意向を表明した。重徳は「（小川を）応援したい気持ちはある」と述べるにとどめ、小川の18日の出馬表明会見に姿を見せた。
2022年6月14日、立憲民主党有志は自衛隊員の処遇や訓練環境の改善を目的に「自衛隊員応援議員連盟」を発足させた。重徳は、100人超が参加した同議連の事務局長に就任した。
2023年10月21日、立憲民主党愛知県連代表に就任。
2024年1月17日、重徳が代表を務める立憲民主党愛知県連は、新型コロナウイルス禍で2020年1月以来開かれていなかった政治資金パーティーを名古屋市中区のホテルで4年ぶりに開催した。自民党派閥の裏金問題が深刻化する中、県連内でも中止が検討されたが、重徳は開催を決断。壇上で「こんな時に政治資金パーティーなんていいのか、と思いながら足を運んだ方もいると思うがご安心を。われわれは自民の裏金の温床となるようなパーティーとは次元が違う」と述べた。一方、立憲民主党は1月26日に「政治改革実行本部」の会合を開き、政党や個人の政治資金パーティーを全面的に禁止することなどを盛り込んだ改革案をまとめた。

### 立憲民主党政務調査会長
2024年8月7日、任期満了に伴う立憲民主党代表選挙の日程が「9月7日告示、23日投開票」に決まった。当初自身の立候補を視野に入れていたが、中村喜四郎が「野田氏につけ。要職をとれる」と重徳を説得。8月19日、野田佳彦に対して電撃的に立候補を要請し、野田の推薦人となり、自身の出馬を見送った。9月24日、代表に就任した野田から党政務調査会長に起用された。また、9月30日には、野田佳彦「次の内閣」のネクスト内閣官房長官に就任した。
同年10月6日、石破茂首相は第50回衆議院議員総選挙に向けて、政治資金パーティー裏金事件で党員資格停止の処分を受けた議員などを公認しないことを決めるとともに、青山周平ら裏金議員43人について比例代表への重複立候補を認めない方針を示した。10月15日、総選挙公示。愛知12区からは重徳、青山、日本維新の会の中川博登、日本共産党の関久一の4人が立候補した。公明党が16日までに、出馬した計46人の裏金議員のうち、青山ら35人を推薦すると、青山は「小選挙区は青山周平、比例は公明党」とストレートに呼びかけ、公明党との連携を前面に出した。同党の支持層から一定の支持を得てきた重徳は17日夜の演説会で「あろうことかクリーンな政治を求めている公明党まで（裏金議員に）推薦を出している。（公明党を）問い詰めたいくらいの気持ちだ」と訴え、切り崩しを図った。自民党は裏金問題や統一教会問題、10月23日に発覚した非公認候補への2000万円支給問題などで逆風が吹き荒れた。10月27日、投票締め切りの20時からほどなくNHKは重徳の当選確実を報じ、重徳は5期目の当選を果たした。比例名簿に登載されなかった青山は議席を失った。

## 政策・主張

### 憲法
- 憲法改正についての各メディアのアンケートの結果は以下のとおり。
  - 2014年 - 朝日新聞社には「賛成」と回答[165]。
  - 2017年 - 朝日新聞社には「どちらかといえば賛成」と回答[166]。
  - 2021年 - 朝日新聞社には「どちらかといえば賛成」と回答[167]。
  - 2024年 - NHKには「賛成」と回答[168]。
- 9条改憲について、2017年の中日新聞社のアンケートでは「反対」と回答[169]。同年の毎日新聞社のアンケートで「改正して、自衛隊の役割や限界を明記すべき」と回答[170]。2021年の中日新聞社のアンケートで「反対」と回答[171]。9条への自衛隊の明記について、2021年のNHKのアンケートで「どちらかといえば反対」と回答[172]。
- 改正すべき項目として、2021年の朝日新聞社のアンケートで「環境権に関する条項を新設する」「教育の充実に向けた環境整備を行う旨を明記する」「地方公共団体の権限強化を明記する」「首相の解散権に制約を加える」と主張[167]。
- 2014年7月1日、政府は従来の憲法解釈を変更し、集団的自衛権の行使を容認することを閣議で決定[173]。この閣議決定を評価するかとの問いに対し、同年の朝日新聞社のアンケートで「どちらかと言えば評価しない」と回答[165]。集団的自衛権の行使に賛成かとの問いに対し、同年の毎日新聞社のアンケートで、選択肢以外の回答をした[174]。
- 憲法を改正し緊急事態条項を設けることについて、2021年の毎日新聞社のアンケートで「反対」と回答[175]。

### 外交・安全保障
- 安全保障関連法の成立について、2017年のアンケートで「どちらかといえば評価する」と回答[166]。
- 「他国からの攻撃が予想される場合には敵基地攻撃もためらうべきではない」との問題提起に対し、2021年のアンケートで「どちらかといえば反対」と回答[167]。
- 「北朝鮮に対しては対話よりも圧力を優先すべきだ」との問題提起に対し、2017年のアンケートで「どちらかと言えば賛成」と回答[166]。2021年のアンケートで「どちらとも言えない」と回答[167]。
- 普天間基地の辺野古移設について、2012年の毎日新聞社のアンケートで「賛成」と回答[176]。2021年のアンケートで「どちらともいえない」と回答[167]。
- 徴用工訴訟などの歴史問題をめぐる日韓の関係悪化についてどう考えるかとの問いに対し、2021年の毎日新聞社のアンケートで「より強い態度で臨む」と回答[175]。
- 「政府が尖閣諸島を国有化したことを評価するか」との問いに対し、2012年の毎日新聞社のアンケートで「評価する」と回答[176]。
- 日本による過去の植民地支配と侵略を認めて謝罪した「村山談話」の見直し論議について、2014年の毎日新聞社のアンケートで、選択肢以外の回答をした[174]。
- 従軍慰安婦に対する旧日本軍の関与を認めた「河野談話」の見直し論議について、2014年の毎日新聞社のアンケートで、選択肢以外の回答をした[174]。
- 第2次安倍内閣が2013年に提出した特定秘密保護法案は同年12月6日に可決成立した[177]。「こうした法律が日本に必要と思うか」との2014年の毎日新聞社のアンケートに対し、選択肢以外の回答をした[174]。

### ジェンダー
- 選択的夫婦別姓制度の導入についての各メディアのアンケートの結果は以下のとおり。
  - 2014年 - 朝日新聞社には「どちらかといえば反対」と回答[165]。
  - 2017年 - 朝日新聞社には「どちらかといえば賛成」と回答[166]。
  - 2021年 - 朝日新聞社には「どちらかといえば賛成」と回答[167]。NHKには「どちらかといえば賛成」と回答[172]。
  - 2024年 - NHKには「賛成」と回答[168]。

- 同性婚を可能とする法改正についての各メディアのアンケートの結果は以下のとおり。
  - 2017年 - 朝日新聞社には 「どちらとも言えない」と回答[166]。
  - 2021年 - 朝日新聞社には 「どちらとも言えない」と回答[167]。NHK、毎日新聞社には回答しなかった[172][175]。
  - 2024年 - NHKには回答しなかった[168]。

- 「LGBTなど性的少数者をめぐる理解増進法案を早期に成立させるべきか」との問題提起に対し、2021年の朝日新聞社のアンケートで「賛成」と回答[167]。
- クオータ制の導入について、2021年のNHKのアンケートで「どちらかといえば賛成」と回答[172]。同年の毎日新聞社のアンケートで「賛成」と回答[175]。2024年のNHKのアンケートで「賛成」と回答[168]。

### その他
- 自身や党の方向性として保守中道を掲げており、2024年立憲民主党代表選挙では立場の近い野田佳彦を支持し、ブレーンの役割を担った[178]。
- アベノミクスについて、2017年の朝日新聞社のアンケートで「どちらとも言えない」と回答[166]。同年の毎日新聞社のアンケートで「評価しない」と回答[170]。
- 安倍内閣による森友学園問題・加計学園問題への対応について、2017年の朝日新聞社のアンケートで「評価しない」と回答[166]。同年の中日新聞社のアンケートで「疑惑が十分に解明されていない」と回答[169]。
- 森友学園への国有地売却をめぐる公文書改竄問題で、2021年5月6日、国は「赤木ファイル」の存在を初めて認めた[179]。しかし5月13日、菅義偉首相はファイルの存在を踏まえた再調査を行わない考えを報道各社に書面で示した[180]。9月の自民党総裁選挙で総裁に選出された岸田文雄も10月11日、衆議院本会議の代表質問で再調査の実施を否定した[181]。国の対応をどう考えるかとの同年の毎日新聞社のアンケートに対し「さらに調査や説明をすべき」と回答[175]。
- 原子力発電所の再稼働問題について、2017年の中日新聞社のアンケートで「2030年代に原発ゼロにするべき」と回答[169]。
- 「原子力発電への依存度について今後どうするべきか」との問題提起に対し、2021年のアンケートで「下げるべき」と回答[172]。
- 首相の靖国神社参拝について、2014年のアンケートで「どちらかと言えば反対」と回答[165]。2017年のアンケートで「どちらかと言えば賛成」と回答[166]。
- 「『道徳』を小中学校の授業で教え、子供を評価することに賛成か、反対か」との問いに対し、2014年の毎日新聞社のアンケートで、選択肢以外の回答をした[174]。
- 「治安を守るためにプライバシーや個人の権利が制約されるのは当然だ」との問題提起に対し、2017年、2021年のアンケートで「どちらかと言えば賛成」と回答[166][167]。
- 「ドナルド・トランプ大統領を信頼できるか」との問いに対し、2017年の毎日新聞社のアンケートで「信頼できない」と回答[170]。
- カジノ解禁について、2014年の毎日新聞社のアンケートで選択肢以外の回答をした[174]。2017年の毎日新聞社のアンケートで「反対」と回答[170]。
- ヘイトスピーチを法律で規制することについて、2014年の毎日新聞社のアンケートで「賛成」と回答[174]。
- 受動喫煙防止を目的に飲食店等の建物内を原則禁煙とする健康増進法改正について、2017年のアンケートで「賛成」と回答[182]。

## 人物・不祥事
- 2011年の愛知県知事選で「一人でも多くの県民の声なき声を聞きたい」と発言[183]。以来、「現場に飛び込み、声なき声を聴く」をスローガンに掲げる[10][184][185]。
- 靖国神社を熱心に参拝している[186][187]。2022年4月22日、議員連盟「みんなで靖国神社に参拝する国会議員の会」のメンバー103人が参拝した際、立憲民主党から唯一参加したのが重徳だった[188]。
- 11月3日の祝日の趣旨を明治天皇の誕生日を寿ぐ戦前の明治節に戻し、「文化の日」から「明治の日」への改称を目指す運動が日本会議の関連組織「明治の日推進協議会」を中心として行われているが、重徳はこの動きに賛意を示している[189][190]。2021年6月3日、同協議会は「明治の日制定を求める緊急集会」を参議院議員会館で開催。会長の田久保忠衛は各政党の代表に要望書を渡した。重徳は立憲民主党の窓口として要望書を受け取り、集会では壇上で「明治の日を実現するには国民的な理解が必要で、明治という時代を如何に捉えるかという問題もある。広く国民に理解される運動にしていくために力を尽くすのが自分の役目だろう」と発言した[189]。2022年4月7日、自民党有志による「明治の日を実現するための議員連盟」は、超党派議連に切り替え、名前はそのままで新たな議員連盟の設立総会を衆議院議員会館で開いた。自民、立憲、維新、国民などの議員計92人が入会した。重徳も入会した[191][192]。
- 2021年の衆院選を50代の独身女性が手伝った。女性はやがて事務所の手伝いもするようになり、それとともに親族の介護に関する陳情を行った。重徳は陳情の対応をしなかった[193][194]。2022年4月16日、重徳が出席する支援者の酒席が地元で開かれた。女性も陳情の件で出席したが、一次会では話ができず、二次会のスナックで重徳は泥酔した。女性と重徳は帰路が同じ方向だったため、店のスタッフは車を手配。その車中で重徳は女性の服の中に手を入れて胸を触るなど、強制わいせつに及んだとされる。翌17日、重徳は女性に3回電話し、女性が電話をとらないでいると、「昨夜は酔っ払いの醜態、行き過ぎた顰蹙な行動に対し、お詫び申し上げます」とメールした。同年7月29日、幹部支援者の仲介で謝罪の場が設けられたが、折り合うことはできず、2023年9月、女性は愛知県警に相談。同年10月19日、被害届が受理され、県警捜査一課は調べを進めた[193][194][195]。
2023年12月3日、文春オンラインは強制わいせつ容疑をスクープ。重徳は事前の取材に応じ、記事の中で「女性から体を寄せてきた。肩に触れただけ。強制わいせつは事実無根」と答えた[196]。12月4日、中部日本放送の取材に対し「わいせつ疑惑の報道は事実無根であり、捜査機関には当然ながら全面的に協力します」と述べ[195]、12月6日に開いた記者会見で「私自身の認識は、相手の方が私に体を寄せてきたということである」「一緒に車に乗った時間は2、3分ほどで、相手の肩に触れたことはあったものの、わいせつ行為はしていない」と主張した[197]。文春オンラインの記事の重徳の回答を読んだ女性は文春記者の取材に応じ、12月7日発売の『週刊文春』12月14日号で「酩酊状態だったのに、わいせつ行為をなぜ否定できるのか」と反論した[193]。
名古屋地検は強制わいせつ容疑で書類送検されていた重徳を2024年9月25日付で不起訴処分とした[198]。

## 選挙歴
| 当落 | 選挙                   | 執行日         | 年齢 | 選挙区       | 政党         | 得票数     | 得票率 | 定数 | 得票順位 /候補者数 | 政党内比例順位 /政党当選者数 |
| ---- | ---------------------- | -------------- | ---- | ------------ | ------------ | ---------- | ------ | ---- | ------------------ | ---------------------------- |
| 落   | 2011年愛知県知事選挙   | 2011年2月6日   | 40   | ーー         | 無所属       | 54万6610票 | 17.91% | 1    | 2/5                | /                            |
| 比当 | 第46回衆議院議員総選挙 | 2012年12月16日 | 41   | 愛知県第12区 | 日本維新の会 | 6万9198票  | 24.37% | 21   | 3/5                | 3/4                          |
| 当   | 第47回衆議院議員総選挙 | 2014年12月14日 | 43   | 愛知県第12区 | 維新の党     | 13万1618票 | 48.49% | 1    | 1/3                | /                            |
| 当   | 第48回衆議院議員総選挙 | 2017年10月22日 | 46   | 愛知県第12区 | 無所属       | 14万9587票 | 55.65% | 1    | 1/3                | /                            |
| 当   | 第49回衆議院議員総選挙 | 2021年10月31日 | 50   | 愛知県第12区 | 立憲民主党   | 14万2536票 | 52.67% | 1    | 1/2                | /                            |
| 当   | 第50回衆議院議員総選挙 | 2024年10月27日 | 53   | 愛知県第12区 | 立憲民主党   | 12万6940票 | 50.46% | 1    | 1/4                | /                            |

## 所属団体・議員連盟
- 有志議員による建設職人の安全・地位向上推進議員連盟（事務局長）
- 自衛隊員応援議員連盟（事務局長）[143]
- 政治分野における女性の参画と活躍を推進する議員連盟[199]
- 自殺対策を推進する議員の会[200]
- みんなで靖国神社に参拝する国会議員の会[186][201]
- 明治の日を実現するための議員連盟（事務局次長）[202]
- 人権外交を超党派で考える議員連盟 [203]
- 日米国会議員連盟[204]
- 日中友好議員連盟[204]
- 日華議員懇談会[204]
- 日韓議員連盟[204]
- 日本・キューバ友好議員連盟[204]

## 著作
- 和田崇、松波龍、牛来千鶴、吉原俊朗、川名和美、氏原睦子、増田泉子、重徳和彦共著『創発まちづくり―動く・繋がる・生まれる』学芸出版社、2005年12月。ISBN 978-4761523763。